# Ikozidodekaeder
| Ikozidodekaeder                         | Ikozidodekaeder                                                                                    |
| --------------------------------------- | -------------------------------------------------------------------------------------------------- |
| (animacija)                             | |
| vrsta                                   | arhimedsko telo uniformni polieder                                                                 |
| elementi                                | F = 32, E = 60, V = 30 (χ = 2)                                                                     |
| stranske ploskve na stran               | 20{3} + 12{5}                                                                                      |
| Conwayjev zapis                         | aD                                                                                                 |
| Schläflijevi simboli                    | r{5,3}                                                                                             |
| Schläflijevi simboli                    | t1{5,3}                                                                                            |
| Wythoffov simbol                        | 2 \| 3 5                                                                                           |
| Coxeter-Dinkinov diagram                | |
| simetrija                               | Ih, H3, [5,3], (*532), red 120                                                                     |
| vrtilna grupa                           | I, [5,3]+, (532), red 60                                                                           |
| diedrski kot                            | 142,62° {\displaystyle \arccos \left(-{\sqrt {{\frac {1}{15}}\left(5+2{\sqrt {5}}\right)}}\right)} |
| sklici                                  | U24, C28, W12                                                                                      |
| značilnosti                             | konvekesn polpravilen kvazipravilen                                                                |
| obarvane stranske ploskve               | 3.5.3.5 (slika oglišč)                                                                             |
| rombski triakontaeder (dualni polieder) | mreža telesa                                                                                       |

Ikozidodekaeder je v geometriji konveksni polieder. Je arhimedsko telo, eno od trinajstih konveksnih izogonalnih neprizmatičnih teles skonstruirano z dvema ali več vrstami pravilnih mnogokotniških stranskih ploskev.
Ima dvaintrideset pravilnih stranskih ploskev, od tega dvajset enakostraničnotrikotniških in dvanajst petkotniških, ter 60 robov in 30 oglišč.

## Kartezične koordinate
Primerne kartezične koordinate za oglišča ikozidodekaedra z velikostjo robov enako 1 so dane z 
- (0,0,±τ)
- (0,±τ,0)
- (±τ,0,0)
- (±1/2, ±τ/2, ±(1+τ)/2)
- (±τ/2, ±(1+τ)/2, ±1/2)
- (±(1+τ)/2, ±1/2, ±τ/2)

kjer je τ zlati rez (1+√5)/2.

## Površina in prostornina
Površina P in prostornina V ikozidodekaedra z dolžino roba a sta:
{\displaystyle P=(5{\sqrt {3}}+3{\sqrt {25+10{\sqrt {5}}}})a^{2}\approx 29,3059828a^{2}\!\,,}
{\displaystyle V={\frac {1}{6}}(45+17{\sqrt {5}})a^{3}\approx 13,8355259a^{3}\!\,.}

## Pravokotne projekcije
Ikozidodekaeder ima štiri posebne pravokotne projekcije usrediščene na oglišče, rob in dve vrsti stranskih ploskev (enakostranični trikotniki in petkotniki). Zadnji dve odgovarjata Coxeterjevima ravninama A2 in H2.
| usrediščeno na        | oglišče | rob | stransko ploskev – enakostranični trikotnik | stransko ploskev – petkotnik |
| --------------------- | ------- | --- | ------------------------------------------- | ---------------------------- |
| slika                 |         |     |                                             |                              |
| projektivna simetrija | [2]     | [2] | [6]                                         | [10]                         |
| rombski triakontaeder |         |     |                                             |                              |

## Sorodni poliedri in tlakovanja
| {5,3} | t0,1{5,3} | t1{5,3} | t0,1{3,5} | {3,5} | t0,2{5,3} | t0,1,2{5,3} | s{5,3} |
| ----- | --------- | ------- | --------- | ----- | --------- | ----------- | ------ |
|       |           |         |           |       |           |             |        |
|       |           |         |           |       |           |             |        |

|                       | Sferni poliedri | Sferni poliedri | Sferni poliedri | Evklidsko tlakovanje    | Hiperbolično tlakovanje  | Hiperbolično tlakovanje | Hiperbolično tlakovanje |
| Simetrija             | *332 [3,3] Td   | *432 [4,3] Oh   | *532 [5,3] Ih   | *632 [6,3] p6m          | *732 [7,3]               | *832 [8,3]              | *∞32 [∞,3]              |
| --------------------- | --------------- | --------------- | --------------- | ----------------------- | ------------------------ | ----------------------- | ----------------------- |
| Kvazipravilne oblike  | oktaeder        | kubooktaeder    | ikozidodekaeder | trišestkotno tlakovanje | trisedemkotno tlakovanje | triosemkotno tlakovanje |                         |
| Konfiguracija oglišča | 3.3.3.3         | 3.4.3.4         | 3.5.3.5         | 3.6.3.6                 | 3.7.3.7                  | 3.8.3.8                 | 3.∞.3.∞                 |
| Coxeterjev diagram    |                 |                 |                 |                         |                          |                         |                         |

## Petstrana girobirotunda
Telo je sorodno tudi z Johnsonovimi telesi, ki se imenujejo petstrana ortobirotunda. Dobimo jih tako, da zlepimo dve petstrani rotundi, ki so povezani kot zrcalni sliki.
| (Členitev)                                | \| Ikozidodekaeder (petstrana girobirotunda) \| \| Petstrana ortobirotunda \| \| Petstrana rotunda \| |
| Ikozidodekaeder (petstrana girobirotunda) | |
| Petstrana ortobirotunda                   | |
| Petstrana rotunda                         | |

Osem uniformnih zvezdnih poliedrov ima enako razvrstitev oglišč. Od teh imata samo dva isto razvrstitev robov. To sta mali ikozihemidodekaeder in mali dodekahemidodekaeder. 
| ikozidodekaeder        | mali ikozihemidodekaeder         | mali dodekahemidodekaeder  |
| veliki ikozidodekaeder | veliki dodekahemidodekaeder      | veliki ikozihemidodekaeder |
| dodekadodekaeder       | mali dodekahemiikozaeder         | veliki dodekahemiikozaeder |
| sestav petih oktaedrov | sestav petih tetrahemiheksaedrov |                            |